# Zápas na Letních olympijských hrách 1904
Zápas na Letních olympijských hrách 1904 byl zařazen na program v sedmi váhových kategoriích ve volném stylu. O medaile se utkalo celkem 42 zápasníků.

## Medailisté

### Volný styl
| Kategorie               | Zlato                                            | Stříbro                                         | Bronz                                               |
| ----------------------- | ------------------------------------------------ | ----------------------------------------------- | --------------------------------------------------- |
| Lehká muší váha 47,6 kg | Robert Curry · Spojené státy americké (USA)      | John Hein · Spojené státy americké (USA)        | Gustav Thiefenthaler · Spojené státy americké (USA) |
| Muší váha 52,2 kg       | George Mehnert · Spojené státy americké (USA)    | Gustave Bauer · Spojené státy americké (USA)    | William Nelson · Spojené státy americké (USA)       |
| Bantamová váha 56,7 kg  | Isidor Niflot · Spojené státy americké (USA)     | August Wester · Spojené státy americké (USA)    | Louis Strebler · Spojené státy americké (USA)       |
| Pérová váha 61,2 kg     | Benjamin Bradshaw · Spojené státy americké (USA) | Theodore McLear · Spojené státy americké (USA)  | Charles Clapper · Spojené státy americké (USA)      |
| Lehká váha 65,8 kg      | Otto Roehm · Spojené státy americké (USA)        | Rudolph Tesing · Spojené státy americké (USA)   | Albert Zirkel · Spojené státy americké (USA)        |
| Welterová váha 71,7 kg  | Charles Ericksen · Spojené státy americké (USA)  | William Beckmann · Spojené státy americké (USA) | Jerry Winholtz · Spojené státy americké (USA)       |
| Těžká váha +71,7 kg     | Bernhoff Hansen · Spojené státy americké (USA)   | Frank Kugler · Spojené státy americké (USA)     | Fred Warmbold · Spojené státy americké (USA)        |

## Přehled medailí
| Pořadí | Země                   | Zlato | Stříbro | Bronz | Celkově |
| ------ | ---------------------- | ----- | ------- | ----- | ------- |
| 1      | Spojené státy americké | 7     | 7       | 7     | 21      |

## Zúčastněné země
Podle oficiálních záznamů všech 42 zápasníků reprezentovalo Spojené státy americké. Některé zdroje uvádějí Charlese Ericksena a Bernhoffa Hansena jako reprezentanty Norska, Franka Kuglera jako reprezentanta Německa a Gustava Tiefenthalera jako reprezentanta Švýcarska.
- Spojené státy americké (42)